# 완주 송영구 신도비
완주 송영구 신도비(完州 宋英耉 神道碑)는 대한민국 전북특별자치도 완주군 봉동읍 제내리에 있는 신도비이다. 2015년 7월 17일 전라북도의 유형문화재 제231호로 지정되었다.

## 지정 사유
송영구는 조선중기 명나라 사신으로 가 외교현안을 해결한 인물로서, 그의 신도비는 좌대와 이수가 잘 갖추어져 있고 조각수법은 정교하고 뛰어나며, 특히 당대의 명필인 송준길의 서체로 수작(秀作)으로 평가된다.

## 같이 보기
- 송영구
- 송준길

## 참고 자료
- 완주 송영구 신도비 - 국가유산청 국가유산포털